# والریو فیوری
والریو فیوری (انگلیسی: Valerio Fiori؛ زادهٔ ۲۷ آوریل ۱۹۶۹) بازیکن فوتبال اهل ایتالیا است.
از باشگاه‌هایی که در آن بازی کرده‌است می‌توان به باشگاه ورزشی لاتزیو، باشگاه فوتبال فیورنتینا، باشگاه فوتبال لودیجیانی کالچو، باشگاه فوتبال پیاچنزا، باشگاه فوتبال کالیاری، باشگاه فوتبال چزنا، و باشگاه فوتبال آ.ث. میلان اشاره کرد.
وی همچنین در تیم ملی فوتبال زیر ۲۱ سال ایتالیا بازی کرده‌است.